# Neoitamus khasiensis
Neoitamus khasiensis är en tvåvingeart som beskrevs av Stanley Willard Bromley 1935. Neoitamus khasiensis ingår i släktet Neoitamus och familjen rovflugor. Inga underarter finns listade i Catalogue of Life.